# ASRock
ASRock — производитель материнских плат, HTPC и промышленных ПК. Компания располагается в Тайване. ASRock основана в 2002 году и является дочерней компанией Pegatron Corporation (ей принадлежит 55,4 % акций).

## История
ASRock была создана в качестве дочерней компании Asus в 2002 году. Фирма была призвана составить конкуренцию Foxconn и другим компаниям, доминирующим на OEM-рынке, однако в дальнейшем ASRock также взялась за производство геймерских компьютеров и комплектующих под собственным брендом. В ноябре 2007 года состоялось первичное публичное предложение акций компании на Тайваньской фондовой бирже. В январе 2008 года контрактное производство Asus было отделено в две самостоятельные компании: Pegatron (компьютерные платы) и Unihan (другая продукция); ASRock стала дочерней структурой Pegatron.

## Продукция

### Материнские платы
На материнские платы для настольных компьютеров приходится около половины продаж ASRock, вторую половину составляют промышленные платы, серверы, видеокарты и другая продукция.
В 2011 году ASRock продала восемь миллионов материнских плат, в то время как ECS и MSI реализовали по семь миллионов устройств. В результате, ASRock стала третьим по величине производителем материнских плат, пропустив вперед лишь ASUSTeK и Gigabyte. В 2009 и 2010 годах ASRock была позади MSI и ECS по числу выпущенных материнских плат.
Помимо материнских плат, спросом также пользуются HTPC производства ASRock. Три продукта ASRock были удостоены награды 2012 Taiwan Brand Award, в результате чего организация External Trade Development Council выбрала их для демонстрации возможностей тайваньских брендов.
В 2012 году ASRock вышла на рынок материнских плат для индустриальных ПК и серверов.
За 2022 год ASRock выпустила 2,7 млн материнских плат и была 4-м крупнейшим их производителем в мире после Asus (13,6 млн), Gigabyte (9,5 млн) и MSI (5,5 млн). В 2021 году было выпущено около 6 млн плат.

### Видеокарты
В 2018 году ASRock стала партнером AMD в производстве видеокарт, представив семейство Phantom Gaming. По состоянию на октябрь 2020 года в каталоге видеокарт ASRock были представлены модели с графическими процессорами AMD следующих серий:
- Radeon RX 7000
- Radeon RX 6000
- Radeon VII
- Radeon RX 5000
- Radeon RX Vega
- Radeon RX 500

С NVIDIA ASRock не сотрудничает.

## Регионы продаж
Выручка компании за 2022 год составила 17,12 млрд новых тайваньских долларов (548 млн долларов США), её распределение по регионам: Америка — 40 %, Азия — 35 %, Европа — 24 %.